# Zalana
Zalana település Franciaországban, Haute-Corse megyében. Lakosainak száma 151 fő (2022. január 1.). Zalana Ampriani, Campi, Matra, Moïta, Pancheraccia, Pianello, Pietraserena, Tallone, Tox és Zuani községekkel határos.

## Népesség
A település népessége az elmúlt években az alábbi módon változott:
| Lakosok száma | 210  | 210  | 172  | 149  | 153  | 137  | 142  | 143  | 146  | 151  |
|               | 1962 | 1975 | 1990 | 2006 | 2011 | 2013 | 2016 | 2018 | 2020 | 2022 |